# Сриневасан, Амбига
Амбига Сриневасан (там. அம்பிகா சீனிவாசன்; род. 1956, Серембан) — известная малазийская защитница прав человека, юрист, одна из восьми лауреатов Международной женской премии за отвагу 2009 года. С 2007 по 2009 год была президентом Совета адвокатов Малайзии и сопредседателем Bersih, коалиции НПО, выступающей за свободные и справедливые выборы.
До этого она работала в исполнительном комитете Организации помощи женщинам, а также в Специальном комитете Совета адвокатов по правам коренных народов оранг-асли. Она директор Центра разрешения споров в индустрии ценных бумаг и принимала участие в подготовке и представлении документов и меморандумов по вопросам, касающимся верховенства закона, судебной системы, отправления правосудия, юридической помощи, обращения в другую веру и другим вопросам прав человека.
Будучи ранее президентом Малайзийской коллегии адвокатов, она сыграла в 2008 году значительную роль в создании совместной с LAWASIA, Институтом по правам человека Международной ассоциации адвокатов и Transparency International-Malaysia группы. Эта группа рассмотрела судебный кризис 1988 года и опубликовала первый в своём роде доклад, создав важный прецедент для организаций по созданию собственной группы для расследования злоупотреблений властью.
В июле 2011 года она получила почётную степень доктора права (LLD) Эксетерского университета.

## Образование, начало карьеры
Сриневасан посещала куала-лумпурскую школу Convent Bukit Nanas. В 1979 году она получила степень бакалавра права (LLB) в Эксетерском университете и в 1980 году была принята в английскую коллегию адвокатов в Грейс-Инн. Поработав в двух лондонских юридических фирмах, в 1982 году она была принята в Малайзийскую коллегию адвокатов.

## Карьера
Сриневасан — практикующий адвокат и юрист с марта 1982 года. Она партнёр-основатель компании Sreenevasan, Advocates & Solicitors. Сриневасан была президентом Hakam, Национального общества по правам человека Малайзии.

### Президент Совета адвокатов Малайзии 2007—2009 гг.
Будучи избрана в марте 2007 года, Сриневасан стала второй женщиной на посту президента Совета адвокатов. Через шесть месяцев после вступления на пост она организовала в административной столице Малайзии «Марш за справедливость», призывая к проведению судебной реформы и расследованию видеозаписи, на которой, как утверждается, ключевой юрист договаривается о назначениях на должности судей и распределении дел между судьями. Её публичные действия и интенсивная лоббистская кампания привели к формированию Королевской комиссии, которая призвала к принятию корректирующих мер.
В результате её попыток решить вопросы, которые продолжают порождать межэтническую напряженность и конституционные проблемы, Сриневасан стала получать письма с оскорблениями, смертельные угрозы, а в её дом бросили коктейль Молотова. Сотни людей из религиозных групп и консервативных членов правительства протестовали у здания Совета адвокатов и требовали её ареста.
В 2008 году она сыграла значительную роль в создании совместной с LAWASIA, Институтом по правам человека Международной ассоциации адвокатов и Transparency International-Malaysia группы. Эта группа рассмотрела судебный кризис 1988 года и опубликовала первый в своём роде доклад, создав важный прецедент для организаций по созданию собственной группы для расследования злоупотреблений властью.

### Митинг Bersih 2.0
Сриневасан возглавляла Bersih 2.0, организацию, которая в июле 2011 года организовала митинг в Куала-Лумпуре, собравший 20 000 человек. Она подытожила основные вопросы, поднятые Bersih, как «недовольство… выборами в Сараваке, недовольство коррупцией, [и] недовольство отсутствием независимости наших институтов». Она сказала, что требования, выдвинутые во время первого митинга в 2007 году, не были выполнены, поэтому и состоялся следующий митинг.
Сриневасан позже сказала, что митинг «разрушил множество мифов» в Малайзии, включая представление о том, что люди разного этнического и религиозного происхождения не могут работать вместе и что средний класс «слишком комфортно чувствует себя, чтобы взять на себя ответственность».
21 сентября 2012 года малазийская газета New Straits Times опубликовала статью «Заговор с целью дестабилизации правительства», в которой обвинила Bersih и другие неправительственные организации в организации заговора с целью дестабилизации правительства с использованием иностранного финансирования. Сриневасан и другие организаторы Bersih подали иск о клевете, в результате чего судья Верховного суда Ли Хенг Чонг обязал New Straits Times Press (NSTP) выплатить истцам компенсацию. NSTP также принесла извинения, признав, что статья была «ложной и необоснованной».

### Членство
Сриневасан — член Ассоциации интеллектуальной собственности Малайзии и была в 2002 году её вице-президентом. Она также член Международной ассоциации по защите интеллектуальной собственности (AIPPI). Сриневасан возглавила Bersih 2.0, также называемую Коалицией за чистые и справедливые выборы, гражданское движение за свободные и справедливые выборы. В 2015 году она возглавила митинг Bersih 3.0.